# Microsoft SQ1
Microsoft SQ1（マイクロソフトエスキューワン）は、Microsoft Surface Pro Xに搭載されていたARM64プロセッサのことである。

## 概要
2019年、マイクロソフトとクアルコムが共同で開発したSnapdragon 8cxベースのARM64カスタムプロセッサ。8コアCPUを搭載し、最大クロック周波数3.00GHzで、プロセスルールは、7nmで、64ビットに対応する。GPUはMicrosoft SQ1 Adreno 685 GPUであり、AIエンジンも搭載する。
Qualcomm® Snapdragon™ X24 LTEモデム を搭載し、LTE-Advanced Proにも対応する。
|              | Pro X    | Pro 7(i5), Pro7(i7) |
| ------------ | -------- | ------------------- |
| シングルコア | 750前後  | 900〜1200前後       |
| マルチコア   | 2700前後 | 3000〜4000前後      |